# Cymopterus glomeratus
Cymopterus glomeratus là một loài thực vật có hoa trong họ Hoa tán. Loài này được (Nutt.) Raf. mô tả khoa học đầu tiên năm 1819.